# Avtobusna postaja Novo mesto
Avtobusna postaja Novo mesto je primestno-mestna avtobusna postaja, ki prvenstveno oskrbuje naselje Novo mesto. Samo zgradbo so zgradili leta 1989 po načrtih arhitekta Marka Mušiča. Nahaja se na Topliški cesti. Je ena večjih avtobusnih postaj v Sloveniji, saj ima 8 peronov. 